# Woodlake
Woodlake est une municipalité américaine du comté de Tulare, en Californie. Au recensement de 2010, Woodlake comptait 7 279 habitants.

## Démographie
| 1940  | 1950  | 1960  | 1970  | 1980  | 1990  |
| ----- | ----- | ----- | ----- | ----- | ----- |
| 1 146 | 2 525 | 2 623 | 3 371 | 4 343 | 5 678 |

| 2000  | 2010  | - | - | - | - |
| ----- | ----- | - | - | - | - |
| 6 651 | 7 279 | - | - | - | - |